# 三輪太郎
三輪太郎（みわ たろう、1962年 - ）は、愛知県名古屋市出身の小説家、文芸評論家。東海大学教授。本名、森孝雅。専門は三島由紀夫、村上春樹研究。

## 経歴
- 早稲田大学第一文学部卒業。出版社に勤務。
- 1990年 「『豊饒の海』あるいは夢の折り返し点」で第33回群像新人文学賞 <評論部門> 受賞（森孝雅名義）。
- 2006年 「ポル・ポトの掌」で第1回日経小説大賞佳作。
- 2011年、東海大学文学部特任准教授（文芸創作学科）。
- 2016年、『憂国者たち――The patriots』で第29回三島由紀夫賞候補。

## 著書
- 『ポル・ポトの掌』日本経済新聞出版社 2007 →『あなたの正しさと、ぼくのセツナさ』講談社文庫 2010
- 『後生』日本経済新聞出版社 2008
- 『マリアの選挙 政事小説』徳間書店 2008
- 『死という鏡 この30年の日本文芸を読む』講談社文庫　2011
- 『大黒島』講談社　2012
- 『村上春樹で世界を読む』祥伝社　2013
- 『憂国者たち――The patriots』講談社 2015